# 杨阳 (男高音)
杨阳（1974年—2019年6月10日），是一位中国男高音歌唱家，一级演员。

## 生平
毕业于中国人民解放军艺术学院和中国音乐学院。2008年前往欧洲留学，曾在欧洲多国歌剧音乐会演唱，之后回国担任首都师范大学音乐学院声乐教授。
2019年6月10日因抑郁症逝世，享年45岁。

## 荣誉
2012年被中央电视台选为“中国十大男高音”。